# Tamaské
Tamaské est une localité et une commune rurale du Niger, du département de Kéita, région de Tahoua.

## Géographie
Tamaské est située à 21 km au nord-ouest du chef-lieu départemental Kéita.  
|        | Kéita        | Kéita    |
| Kalfou | Tamaské      | Garhanga |
|        | Badaguichiri | Allakaye |

## Histoire
La commune rurale de Tamaské instaurée en 1988 est issue du canton de Tamaské, la commune rurale est confirmée en 2002. 

## Population
Lors du recensement général de 2012, la population communale est relevée à 111 358 habitants. La localité compte 21 387 habitants en 2012.

## Services et infrastructures
- Centre de Santé Intégré (CSI) à Tamaské, Doudoubeye Tchédia, Goarome, Hiro et Sakolé.
- Collège d'enseignement général (CEG) à Tamaské et Sakolé,
- Centre de formation des métiers (CFM) à Tamaské.